# Arvenza Uno
Arvenza Uno är en ort i Mexiko.   Den ligger i kommunen Chamula och delstaten Chiapas, i den sydöstra delen av landet, 700 km öster om huvudstaden Mexico City. Arvenza Uno ligger 2 314 meter över havet och antalet invånare är 1 107.
Terrängen runt Arvenza Uno är kuperad. Runt Arvenza Uno är det tätbefolkat, med 550 invånare per kvadratkilometer. Närmaste större samhälle är San Cristóbal de las Casas, 9,9 km sydost om Arvenza Uno. I omgivningarna runt Arvenza Uno växer huvudsakligen savannskog.